# Cal Met Natrus
Cal Met Natrus és una masia del Prat de Llobregat (Baix Llobregat) inclosa a l'Inventari del Patrimoni Arquitectònic de Catalunya.

## Descripció
Masia que correspon a la tipologia 2.I de l'esquema de Danés i Torras. Consta de planta baixa, pis i golfes, amb la façana perpendicular a l'eix de la teulada a dues vessants, constitueix una de les excepcions en la disposició de façanes de les masies del Prat (eix de la teulada paral·lela a la façana). El seu estat descuidat és degut al seu abandonament com a habitatge, encara que s'utilitza per a guardar eines i els seus camps són arrendats.

## Història
Apareix a la Consueta Parroquial de principis del segle xix amb el nom de "Natrús". Al 1800 pertanyia a la família Ribas, una de les més notables del Prat (donà diversos alcaldes) i que ja apareix documentada al 1650.